# ٽ
Ṭa (ٽ) est une lettre additionnelle de l’alphabet arabe utilisée dans l’écriture de l’od et du sindhi.

## Utilisation
En sindhi, ‹ ٽ › représente une consonne occlusive rétroflexe sourde [ʈ].
Durant des ateliers organisés par l’Isesco dans les années 1980, ‹ ٽ › est proposé pour transcrire une consonne occlusive injective bilabiale voisée /tʃ/ dans l’écriture du wolof, du songhay, du kanuri, du mandinka, du soninké, du haoussa, du pulaar et du tamasheq, transcrite avec le lettre c ‹ c › dans l’alphabet latin.
Un tāʾ petit v suscrit ‹ ݖ › est ensuite proposé pour la transcription de cette consonne lors d’un atelier de l’Isesco à N’Djamena en 2003.